# Петля (фильм, 1984)
Петля (англ. Tightrope) — американский эротический триллер, снятый в стилистике неонуара, в 1984 году. Сценарист и режиссёр Ричард Таггл. Главную роль исполнил Клинт Иствуд.

## Сюжет
Молодую женщину (Джейми Роуз), возвращающуюся домой с вечеринки по случаю дня рождения, преследует мужчина в характерных кроссовках. После того, как она роняет один из своих подарков, полицейский предлагает проводить ее до входной двери. Камера показывает, что полицейский носит такие же кроссовки, как и сталкер.
На следующий день разведённый детектив полиции Нового Орлеана Уэс Блок (Клинт Иствуд) играет в футбол со своими дочерьми Пенни и Амандой. Они берут бездомную собаку, добавляя к нескольким бездомным, которых они уже взяли. Когда семья готовится пойти на игру Святых, Блока вызывают на место преступления, что вынуждает его нарушить свои планы со своими дочерьми.
Молодая женщина была задушена в своей постели. Ее убийца не оставил отпечатков пальцев, но ждал в ее квартире до полуночи, чтобы убить ее, даже делая паузы, чтобы приготовить себе кофе. Блок посещает бордель, где работала женщина, и берет интервью у проститутки, с которой она занималась групповым сексом. Проститутка соблазняет Блока, ослабляя его галстук, который он случайно оставляет.
Убийца насилует своих жертв, и он оставил после себя множество улик, в том числе осколки стекла и ячмень. Берил Тибодо (Женевьев Бюжо) руководит программой предотвращения изнасилований и консультирует Блока по этому делу. Вторая жертва тоже секс-работница, ее задушили в джакузи. Блок выслеживает одну из ее коллег и берет у нее интервью, пока они готовятся к сексу. Он приковывает женщину наручниками к кровати.
Пока Блок спрашивает о жертвах в другом публичном доме, он занимается сексом с проституткой. Скрытый убийца наблюдает за Блоком и проституткой. На следующее утро Блока вызывают на место происшествия с третьей жертвой. Он потрясен, осознав, что это проститутка, с которой он был прошлой ночью. Под предлогом работы над делом Блок флиртует с Тибодо, и остаток дня они проводят вместе.
Убийца насмехается над Блоком, посылая куклу с запиской, которая направляет его в другой бордель. Оказавшись там, доминатрикс сообщает Блоку, что неизвестный мужчина нанял ее, чтобы Блок отхлестал ее. Затем она должна отправить Блока в гей-бар. В баре Блок встречается с мужчиной, которого убийца нанял для секса с Блоком. Блок приказывает мужчине забрать свою зарплату в соответствии с графиком и следует за ним, надеясь поймать убийцу. Однако Блок опаздывает, и мужчина погибает.
Убийца похищает коллегу второй жертвы и бросает ее тело в общественный фонтан. Он накидывает брошенный галстук Блока на ближайшую статую. Блок и Тибодо идут на второе свидание, сопровождая его детей, за ними тайно наблюдает убийца, замаскированный под участника Марди Гра. Когда позже они оказываются в постели, Блок уклоняется от близости с Тибодо, а затем ему снится кошмар, что он нападает на нее под видом убийцы.
В одной из вещей жертвы есть наличные деньги, которые полиция связывает с платежной ведомостью пивоварни. На деньгах те же остатки стекла и ячменя, которые появлялись на всех местах преступления. Когда Блок идет на пивоварню для расследования, убийца наблюдает за ним во время его визита. Той ночью убийца врывается в дом Блока, убивает няню и некоторых домашних животных Блока, а также надевает наручники и затыкает рот Аманде. Блок чуть не задушен в борьбе после прибытия, и его спасают только тогда, когда одна из его выживших собак неоднократно кусает убийцу. Блок делает два выстрела в убийцу, когда тот убегает. Позже видно, как убийца наблюдает из укрытия, пока полиция исследует место происшествия.
Просматривая вырезки из новостей, Блок натыкается на имя полицейского Леандера Рольфе (Марко Сент-Джон), которого он арестовал за изнасилование двух девочек. Дальнейшее расследование показывает, что Рольфе был освобожден условно-досрочно и работал на пивоварне. Блок и его команда охраняют квартиру Рольфе, но Рольфе отправился напасть на Тибодо в ее доме (успешно убив полицейских, охраняющих ее). Понимая, что она в опасности, Блок мчится к ней домой, где мешает Рольфе задушить ее (несмотря на то, что его дважды ударили ножницами). Блок преследует Рольфа через кладбище и на железнодорожную станцию. Во время своей последней битвы они оказываются на пути приближающегося поезда; Блоку удается вовремя откатиться, но Рольфе сбит и убит. Блок принимает прикосновение Берил после того, как говорит ей, что все будет в порядке.

## В ролях
- Клинт Иствуд — Уэс Блок
- Женевьев Бюжо — Берил Тибодо
- Дэн Хедайя — детектив Молинари
- Элисон Иствуд — Аманда Блок
- Дженни Бек — Пенни Блок
- Марко Сент-Джон — Леандер Рольф
- Ребекка Перл — Бекки Жаклин
- Реджина Ричардсон — Сарита
- Рэнди Брукс — Джейми Кори
- Джейми Роуз — Мелани Силбер
- Маргарет Хауэлл — Джуди Харпер

## Отзывы
Петля получила в основном положительные отзывы критиков. Рейтинг свежести фильма на Rotten Tomatoes составляет 85% из 13 обзоров. Роджер Эберт похвалил фильм за то, что он рискнул, исследуя идею упрямого полицейского, который учится уважать женщину. Он называет фильм «гораздо более амбициозным», чем фильмы «Грязный Гарри». Коллега Эберта Джин Сискель также похвалил фильм во время рецензирования фильма в прямом эфире на канале At the Movies, отметив игру злодея, отношения между Иствудом и Женевьев Бюжольд, а также то, что Иствуд проделал «потрясающую работу, рискуя своей звездной харизмой, играя вошь», а также «забирает нас внутрь, чтобы увидеть, каково это на самом деле — издеваться над женщинами». Джанет Маслин пришла к выводу, что фильм «не совсем первоклассный Иствуд, но близко». Дэвид Денби заявил, что как актер он (Иствуд) «показал свою самую сложную и сильную игру на сегодняшний день».